# Podkarpacie Wschodnie
Podkarpacie Wschodnie (521) – podprowincja fizycznogeograficzna na terenie Ukrainy oraz częściowo Polski i Rumunii, stanowiąca przedgórze Karpat Wschodnich. Wypływające z nich potoki gęsto rozcięły powierzchnię Podkarpacia Wschodniego, dzieląc je na szereg płaskowyżów, pochylonych ku północnemu wschodowi. Na obszarze Polski znajduje się niewielki fragment jednego z makroregionów Podkarpacia Wschodniego – Płaskowyżu Sańsko-Dniestrzańskiego.